# Bilbao Arena
La Bilbao Arena, nota anche come Palacio de Deportes de Bilbao, è un'arena coperta localizzata nella città di Bilbao, in Spagna. La sua capacità arriva sino ai 10 014 posti per le partite di pallacanestro. L'arena è attualmente utilizzata dalla squadra di pallacanestro Club Basket Bilbao Berri.